# Đông Hà, Đài Đông

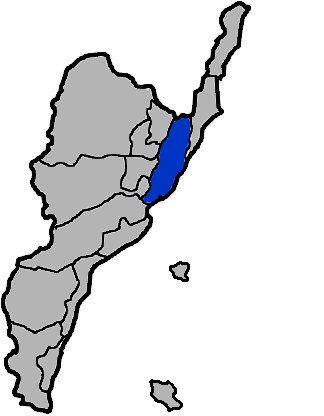
Vị trí tại Đài Đông

Đông Hà (tiếng Trung: 東河鄉; bính âm: Dōnghé Xiāng là một hương (xã) của huyện Đài Đông, tỉnh Đài Loan, Trung Hoa Dân Quốc (Đài Loan). Hương có địa hình gồ ghề và nền kinh tế dựa trên lĩnh vực nông nghiệp. Diện tích của hương là 210.1908 km², dân số vào tháng 8 năm 2011 là 9.254 người thuộc 3.604 hộ gia đình, mật độ cư trú đạt 44 người/km²